# Luciano De Luca
Luciano De Luca (Pescara, 4 aprile 1961) è un attore italiano.

## Biografia
Si è fatto conoscere dal pubblico nei primi anni novanta nella pubblicità della Martini; e per una interpretazione — con ruolo da protagonista — in una miniserie tv della Rai intitolata: Il prezzo della vita per la regia di Stefano Reali.
Tra gli altri suoi lavori, la partecipazione alla soap opera di Canale 5, Vivere, dove nel biennio 2006-2007 è stato protagonista con il ruolo di "Massimo Draghi".

## Filmografia
- Il prezzo della vita, regia di Stefano Reali - Miniserie TV (1993)
- La beffa, regia di Riccardo Acerbi - Cortometraggio (1996)
- Mia per sempre, regia di Giovanni Soldati - Miniserie TV (1998)
- La dottoressa Giò, regia di Filippo De Luigi - Miniserie TV (1998)
- Compagni di scuola - Serie TV - Episodio: Furti a scuola, regia di Tiziana Aristarco (2001)
- CentoVetrine, registi vari - Soap Opera (2001)
- Storia di guerra e d'amicizia, regia di Fabrizio Costa - Miniserie TV (2002)
- Distretto di Polizia 5 - Serie TV - Episodio: Doppia verità (2005)
- Vivere, registi vari - Soap Opera (2006-2007)
- Principessa part time, regia di Giorgio Arcelli (2008)
- L'uomo che cavalcava nel buio, regia di Salvatore Basile - Miniserie TV (2009)
- Casa Coop, regia di Francesco Falaschi - sit-com (2009)
- La scuola è finita, regia di Valerio Jalongo (2010)